# Bürgerlicher Tod
Der bürgerliche Tod, auch Tod vor dem Gesetz (französisch mort civile), war eine Ehrenstrafe, die den Verlust der persönlichen Rechtsfähigkeit bedeutete.

## Rechtsgeschichte

### Römisches und gemeines Recht
Der bürgerliche Tod war bereits im römischen Recht eine Folge der capitis deminutio maxima und bewirkte den Verlustes der persönlichen Freiheit bei Gefangennahme oder als Strafe bei Kapitalverbrechen. Eine Minderung der Rechtsfähigkeit, nämlich der Verlust des römischen Bürgerrechts, trat bei der capitis deminutio media ein, welche ebenfalls die Folge gewisser Verurteilungen war. Die capitis deminutio minima war dagegen keine strafrechtliche Sanktion, sondern eine Rechtsminderung, die beim Eintritt in eine andere Familie eintrat, beispielsweise durch Adoption. Bei Rückkehr aus der Gefangenschaft stellte das Postliminium oder Ius postliminii die alte Rechtsstellung des Rückkehrers wieder her.
Auch das gemeine Recht kannte eine direkte Vernichtung der Persönlichkeit (consumtio famae) in der Friedlosigkeit als Folge der Oberacht.

### Frankreich
In der Gesetzgebung Napoleon Bonapartes trat der bürgerliche Tod als Folge der Verurteilung zum Tode, zu lebenslänglicher Zwangsarbeit und zur Deportation ein. Der physische Tod wurde fingiert, indem die Erbschaft des Verurteilten eröffnet wurde. Seine etwaige Ehe galt als aufgelöst, er konnte keine andere wirksame Ehe mehr eingehen, nicht vor Gericht auftreten und keine Rechtsgeschäfte abschließen. Das Gesetz vom 31. Mai 1854 ließ für die zu lebenslänglicher Zwangsarbeit Verurteilten immer noch die Erwerbs- und Testierunfähigkeit eintreten.
Im Code pénal gibt es nach wie vor eine Beschränkung der Rechtsfähigkeit als Folge strafrechtlicher Verurteilungen wegen eines Verbrechens. Art. 909 des Code civil schränkt die Wirksamkeit von Patienten- oder Mandantentestamenten zugunsten von Ärzten und rechtlichen Betreuern bzw. Vermögensverwaltern ein.

### Deutsche Gliedstaaten
Die napoleonische Gesetzgebung beeinflusste auch die Gesetzgebung in anderen Ländern.
Das bayerische Strafgesetzbuch von 1813 sahen die Verhängung des bürgerlichen Todes noch vor. In der Paulskirchenverfassung sollte der bürgerliche Tod abgeschafft werden. Nach Artikel 10 der Preußischen Verfassung von 1850 fanden „der bürgerliche Tod und die Strafe der Vermögenseinziehung“ nicht mehr statt.

### Reichsstrafgesetzbuch
Der bürgerliche Tod war im Reichsstrafgesetzbuch von 1871 nicht mehr vorgesehen. Als Nebenstrafe konnte jedoch der Verlust der bürgerlichen Ehrenrechte als bloße Schmählerung, bestimmte Bürgerrechte im öffentlichen Leben wahrzunehmen, erklärt werden.

## Nationalsozialismus
Die „Ächtung“ nicht als Neben-, sondern als Hauptstrafe zur „Vernichtung des ständischen und sozialen Daseins“ wurde zwar von der amtlichen Strafrechtskommission erwogen, aber nicht eingeführt. Der Geächtete sollte für ehrlos erklärt werden sowie die deutsche Staatsangehörigkeit und die Geschäftsfähigkeit einschließlich der Testierfähigkeit verlieren. Außerdem sollte die Ächtung mit der Vermögenseinziehung und öffentlichen Bekanntmachung einhergehen.
Seit den Nürnberger Gesetzen von 1935 wurde die Rechtsstellung jüdischer Bürger in der Zeit des Nationalsozialismus als „bürgerlicher Tod“ bezeichnet. Das Reichsgericht ermöglichte so etwa mit Urteil vom 25. Juni 1936 der UFA die Kündigung eines Vertrages mit dem jüdischen Regisseur Erik Charell, obwohl der Vertrag nur eine Kündigung vorsah, wenn Charell „durch Krankheit, Tod oder ähnlichen Grund nicht zur Durchführung der Regietätigkeit im Stande“ sei. Die Eigenschaft „Jüdischsein“ bewirke – so das Reichsgericht – Charells bürgerlichen Tod.
Mit der 11. Verordnung zum Reichsbürgergesetz von November 1941 verloren jüdische Deutsche ihre Staatsbürgerschaft und die damit nach der Weimarer Reichsverfassung einhergehenden bürgerlichen Rechte mit ihrer Deportation aus dem Reichsgebiet. Aus ideologischen Gründen wurden auch zahlreiche andere Personen ausgebürgert.

## 2. Hälfte des 20. Jahrhunderts
Die internationale Anerkennung der Menschenwürde als universelles Menschenrecht in der Allgemeinen Erklärung der Menschenrechte 1948, der Europäischen Menschenrechtskonvention 1950, dem Internationalen Pakt über bürgerliche und politische Rechte 1966 sowie der Proklamation der Charta der Grundrechte der Europäischen Union im Jahr 2000 verbietet jede entwürdigende Bestrafung.
In Deutschland wurde die Entmündigung wegen der damit verbundenen Beeinträchtigungen in der Geschäftsfähigkeit auch oft inoffiziell als „bürgerlicher Tod“ bezeichnet, obwohl sie nicht mit einem Entzug der Rechtsfähigkeit an sich verbunden war und von der Idee her im Interesse des Entmündigten geschah. Zum 1. Januar 1992 wurde die Entmündigung durch das Rechtsinstitut der Betreuung ersetzt.

## Kanonisches Recht
Mit der Ablegung des Ordensgelübdes und der dadurch bewirkten Aufnahme in ein Kloster gehen im römisch-katholischen Ordensrecht je nach Eigenart des Ordensinstituts bis in die Gegenwart bestimmte Rechtsfolgen für die Erwerbs-, Besitz- und Ehefähigkeit des Professen einher.